# Adalton Luis Juvenal
Adalton Luis Juvenal, genannt Dudu (* 30. Juni 1985 in Conselheiro Lafaiete) ist ein ehemaliger brasilianischer Fußballspieler.

## Karriere
Dudu begann seine aktive Karriere beim Guarani FC in Campinas im Bundesstaat São Paulo, wo auch schon Spieler wie Grafite und Kaká verpflichtet waren. Dudu spielte mit Guarani in der Copa do Brasil, dem brasilianischen Pokalwettbewerb. Im Jahr 2002 wechselte der damals 17-Jährige für zwei Jahre zum renommierten Série A-Club FC São Paulo. Der Stürmer konnte sich dort nicht durchsetzen und spielte dann ein Jahr lang in den Niederungen des brasilianischen Fußballs, mit dem Batatais FC in der Campeonato Paulista Série A3, auf dem dritthöchsten Niveau der Staatsmeisterschaft von São Paulo. 2005 gelang Dudu der Sprung zurück zu einem Verein, der in der nationalen Meisterschaft antritt. Beim Série C-Verein Clube do Remo in Bélem unterschrieb er für zwei Jahre.
2008 entschloss sich Adalton Luis Juvenal, den Sprung nach Europa zu wagen. Er schloss einen Vertrag beim FC Tschernomorez Burgas ab. Der bulgarische Verein wurde erst drei Jahre zuvor gegründet und spielte seit der Saison 2007/08 in der A Grupa, der höchsten Spielklasse des Landes. Dudu bestritt mit den Bulgaren 31 Meisterschaftsspiele, in denen er 7 Tore erzielte.
In der Winterpause der Saison 2009/10 wurde der Brasilianer schließlich für zweieinhalb Jahre vom FC Thun verpflichtet. Der Verein war zu diesem Zeitpunkt einer der Spitzenreiter in der Challenge League, der zweithöchsten Schweizer Spielklasse und wurde in dieser Saison schließlich Challenge-League-Meister und stieg in die Axpo Super League auf. Dudu hatte in der Rückrunde 14 Einsätze erhalten und war dabei weit hinter der Torgefährlichkeit des suspendierten Pape Omar Fayé zurückgeblieben, als dessen Ersatz man ihn eigentlich eingestellt hatte. Er zeigte in vielerlei Hinsicht eine ansprechende Leistung, erzielte jedoch nur gerade zwei von insgesamt 70 Saisontoren (die zu einem großen Teil von den Thuner Mittelfeldspielern erzielt wurden).
Der FC Thun suchte daraufhin ab Mai 2010 nach einem neuen Torjäger und hoffte ihn in der Person von Giuseppe Morello zu finden. In Fachkreisen und der Presse wurde spekuliert, dass die Oberländer (sollte es zu einer Einigung mit Morello kommen) wohl versuchen würden, den Brasilianer Dudu trotz weiterlaufenden Vertrages abzugeben. Da die Thuner mit YB, bei denen Morello unter Vertrag steht, einen Leihvertrag für die ganze Saison 2010/11 aushandeln konnten, wurde für Juvenal wie vermutet ein neues Aufgabengebiet gesucht. Zunächst wurde er bei der Thuner U21 eingesetzt (wo er in fünf Spielen drei Tore schoss) und schließlich während der laufenden Saison an den Challenge-Ligisten Yverdon-Sport FC ausgeliehen, für den er vier Partien bestritt. Er konnte nicht verhindern, dass die Mannschaft auf den letzten Tabellenplatz abrutschte.
Seither spielt Dudu leihweise bei Yangon United FC in Myanmar. Notiz am Rande: Dudu-Ersatz Morello konnte von den Thunern nicht wie geplant bis Ende Saison 2010/11 eingesetzt werden, da YB den Stürmer beim Ligakonkurrenten Thun abzog und ab der Rückrunde 2010/11 an den Challenge-Ligisten FC Biel auslieh. Thun geriet dadurch in einen Stürmer-Engpass, da man im Dezember nur noch auf Nick Proschwitz und den verletzten Milaim Rama zurückgreifen konnte. Mit Darío Lezcano konnten die Thuner zwei Wochen vor der Begegnung mit YB am 20. Februar 2011 einen Mittelfeldspieler mit Offensiv-Qualitäten verpflichten.
Ende 2011 kehrte Dudu nach Thun zurück. Er verließ den Verein Anfang 2012 und wechselte zum São Carlos FC in sein Heimatland. Hier durchlief er noch verschiedene unterklassige Vereine, bis er 2015 seine aktive Laufbahn beendete.

## Erfolge
FC Thun
Challenge-League-Meister: 2009/10